# Plaza de toros de las Arenas
La Plaza de toros de las Arenas es un edificio situado junto a la plaza de España de Barcelona. Fue proyectado por el arquitecto Augusto Font Carreras con el tradicional estilo andalusí. En la actualidad existe como centro comercial, llamado «Arenas de Barcelona». El complejo tiene una terraza flotante con una cubierta flexible que forma una plaza con vistas panorámicas. La planta baja enlaza con la estación de metro de España (L1, L3, L8 y FGC).

## Historia

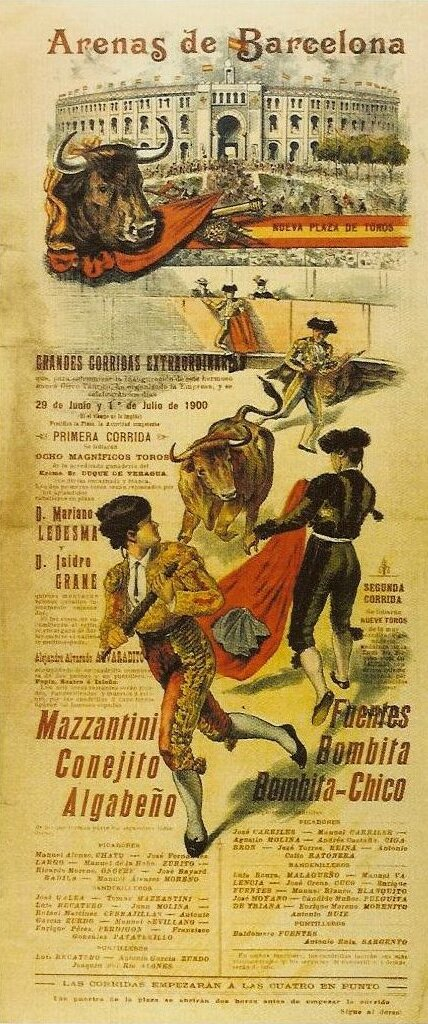
Cartel de inauguración de la Plaza de Toros de Las Arenas de Barcelona, en junio de 1900. El autor del cartel es Luis Labarta Grañé

La antigua plaza de toros de la Barceloneta, construida en 1834, se había quedado pequeña ante el aumento de la población y de la afición catalana. Por ello, se decidió acometer la construcción de una gran plaza por iniciativa de Josep Marsans, fundador de Banca Marsans y Viajes Marsans. Su coste ascendió a 1.650.000 pesetas de la época (870.000 los terrenos y 780.000 las obras). Con capacidad para 14.893 personas, constaba de tendidos, gradas cubiertas de sol y sombra y, en un piso superior, 52 palcos y asientos de andanada. El ruedo tenía 52 m de diámetro. Su amplitud, belleza y proporciones la convirtió en una de las mejores plazas de toros de España. 
La plaza fue inaugurada el 29 de junio de 1900, con una corrida mixta de ocho toros del duque de Veragua, lidiados por Luis Mazzantini, Antonio de Dios, Conejito, y Antonio Montes, con las dos primeras reses rejoneadas por Mariano Ledesma e Isidro Grané y estoqueadas por Alejandro Alvarado "Alvaradito". En ella falleció en octubre de 1900 Domingo del Campo «Dominguín».
Las Arenas fue testigo de importantes vicisitudes históricas al margen del toreo, como el histórico mitin del Noi del sucre. Durante la guerra civil española se convirtió en cuartel del ejército republicano. Con posterioridad a la guerra, fue también escenario habitual de espectáculos deportivos (especialmente boxeo), circenses y verbenas. Fue la sede de la final de la Copa del Generalísimo de Baloncesto en los años 1946 y 1950. A partir de 1949 y durante algún tiempo, contó con un velódromo desmontable de madera de 150 m de cuerda, que permitió la disputa de pruebas de ciclismo en pista.
El 19 de junio de 1977 se celebró la última corrida de toros, con reses de María Antonia Laá y la participación de los diestros José Manuel «Dominguín», Armillita Chico y Tomás Campuzano. en 1988 la Feria de Barcelona planteó derribarla para construir un pabellón, que finalmente no se construyó debido al litigio de la preservación del edificio y si se había de llevar a cabo una expropiación o no. En 1989 el Ayuntamiento de Barcelona comenzó un proceso de expropiación que finalmente no se completó.
Después de más de treinta años de abandono, a principios del siglo XXI se decidió convertirla en centro comercial según un proyecto del arquitecto Richard Rogers en colaboración con Alonso Balaguer-Arquitectos Asociados, que conserva la fachada original. La inauguración tuvo finalmente lugar el 24 de marzo de 2011. Dispone así de más de 30.000 m² de superficie, incluyendo un cine de doce salas,

## Galería

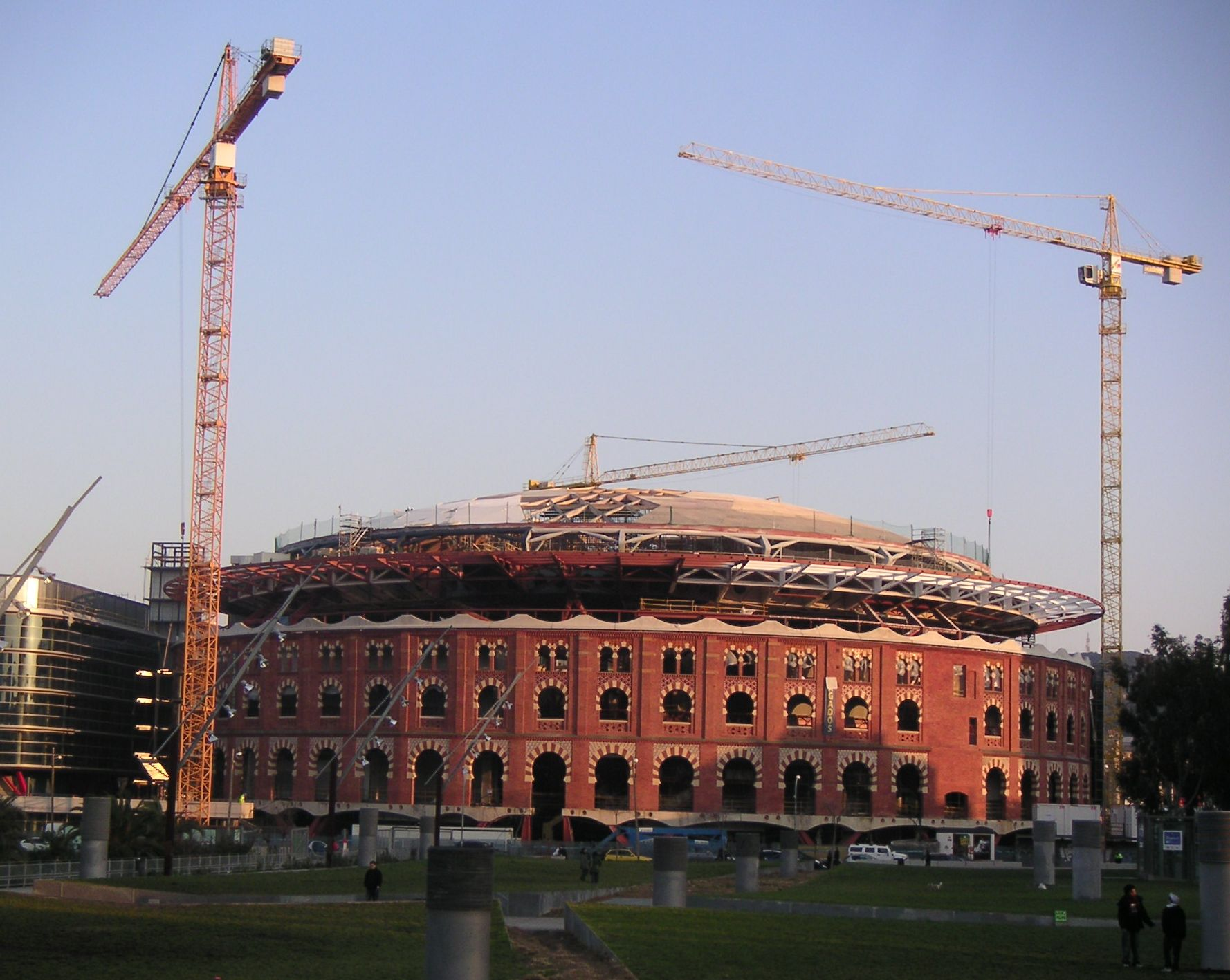
Fase de remodelación. Febrero de 2010
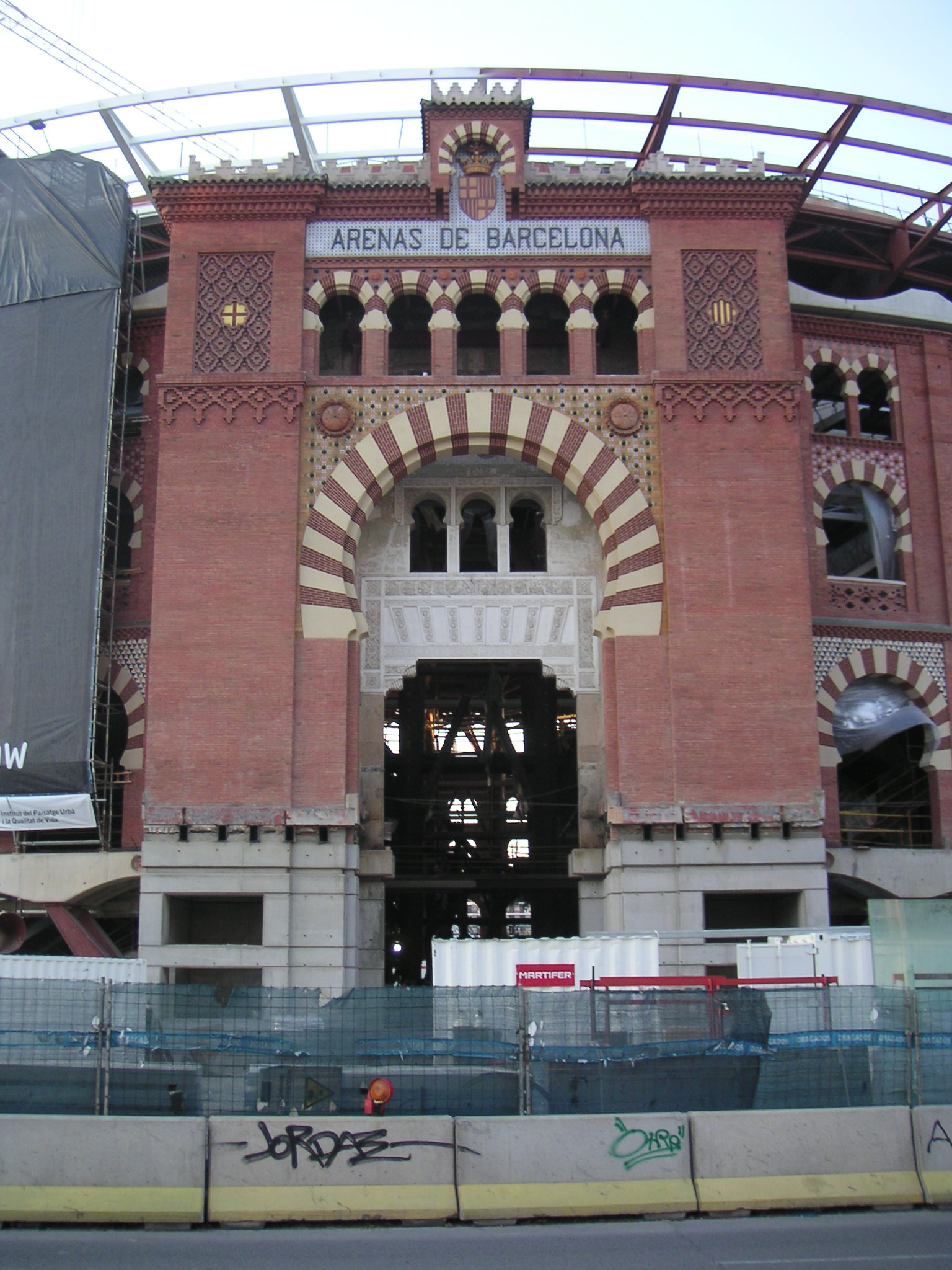
Entrada a Las Arenas. Febrero de 2010
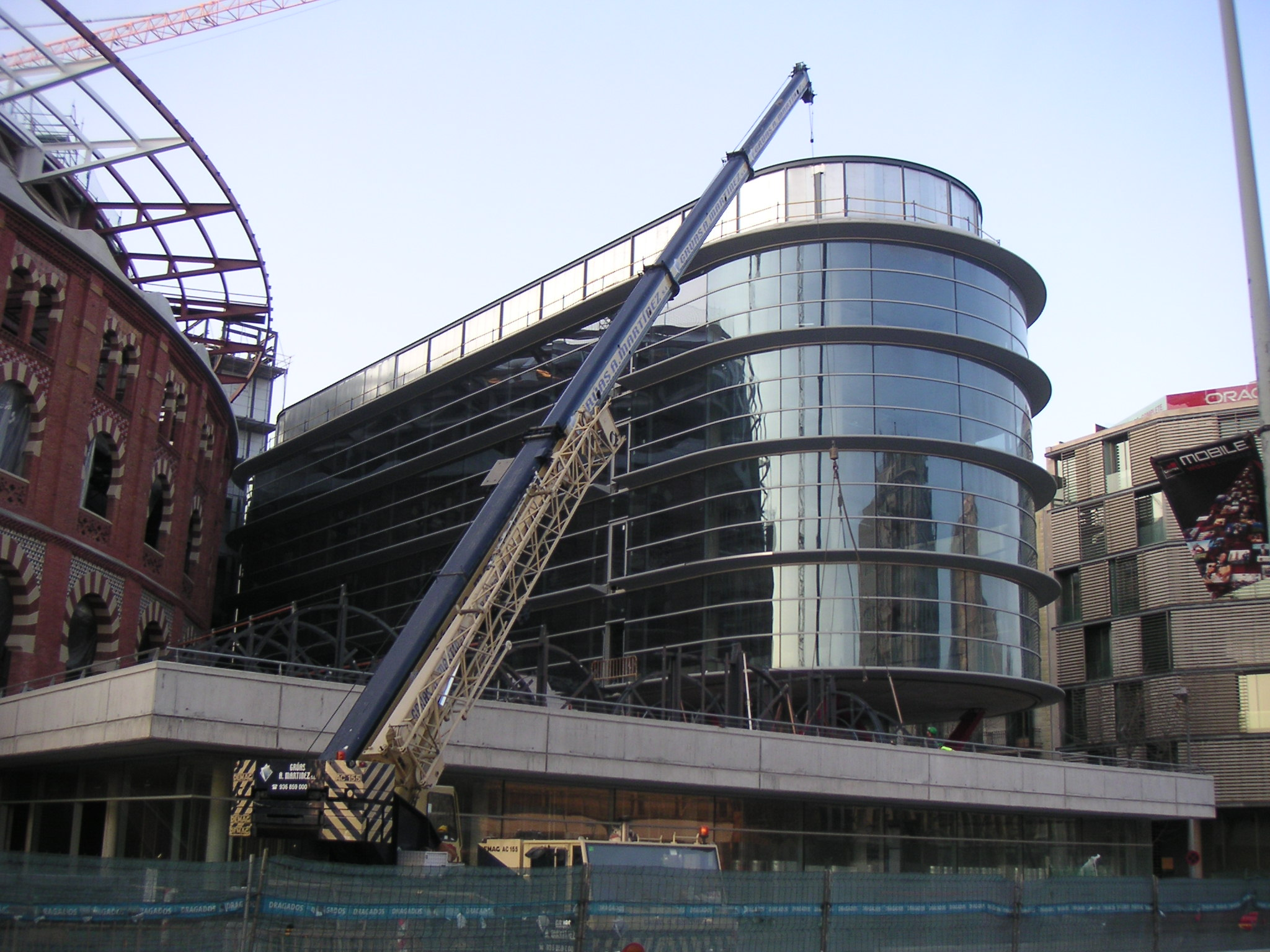
El nuevo anexo en vidrio del futuro centro comercial cubriendo la Casa Fajol
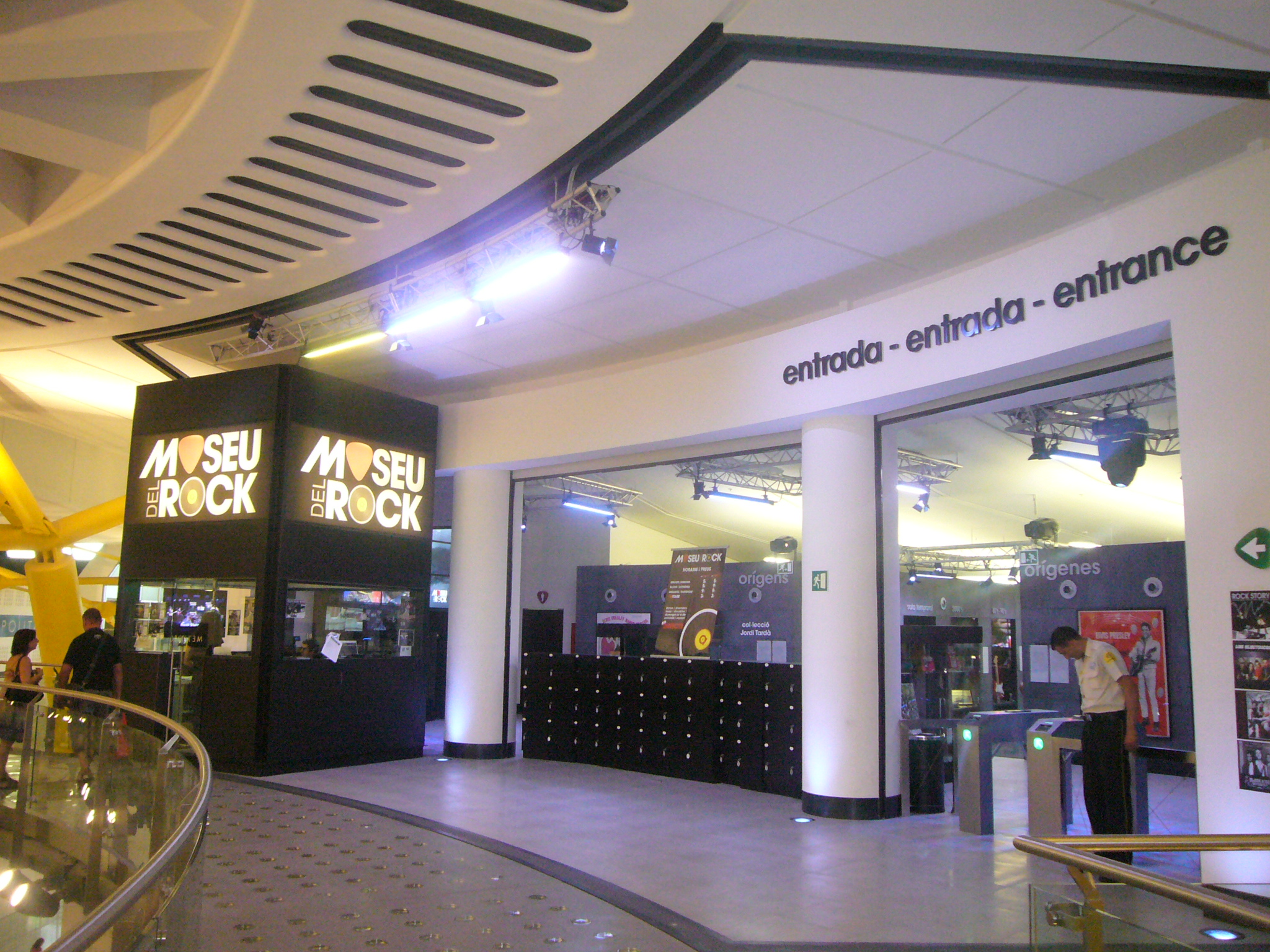
Entrada al Museo del Rock